# Liten hjortticka
Liten hjortticka (Datronia stereoides) är en svampart som först beskrevs av Elias Fries, och fick sitt nu gällande namn av Leif Ryvarden 1968. Liten hjortticka ingår i släktet Datronia och familjen Polyporaceae.  Arten är reproducerande i Sverige. Inga underarter finns listade i Catalogue of Life.